# Tàngara de coroneta daurada
La tàngara de coroneta daurada (Iridosornis rufivertex) és una espècie d'ocell sud-americà de la família Thraupidae. Se'l troba en les selves tropicals i subtropicals de Colòmbia, l'Equador, el Perú, i Veneçuela.